# Eric Remedi
Eric Remedi, né le 4 juin 1995 à Paraná en Argentine, est un footballeur argentin qui joue au poste de milieu défensif au CA Peñarol.

## Biographie
Avec le club du CA Banfield, il joue une cinquantaine de matchs en première division argentine. Il participe également à la Copa Libertadores et à la Copa Sudamericana.
Le 26 juin 2018, Remedi rejoint en cours de saison Atlanta United avec un contrat pluriannuel, grâce à une allocation monétaire ciblée de la MLS.
Il rejoint les Earthquakes de San José le 15 février 2021 en contrepartie d'un montant d'allocation générale. Le 14 novembre 2022, les Earthquakes annoncent que son contrat n'est pas renouvelé.

## Palmarès
Atlanta United
- Vainqueur de la Coupe MLS en 2018
- Vainqueur de la Coupe des États-Unis en 2019